# Circoscrizioni elettorali della Camera dei deputati del 1993

Circoscrizioni elettorali della Camera dei deputati del 1993

Le circoscrizioni elettorali della Camera dei deputati del 1993 furono introdotte dalla legge 4 agosto 1993, n. 277 («legge Mattarella»), che sostituì la Tabella A di cui al decreto del Presidente della Repubblica 30 marzo 1957, n. 361 («Testo unico delle leggi recanti norme per la elezione della Camera dei deputati»); restarono operative dalle politiche del 1994 alle politiche del 2013.
La «legge Tremaglia» (legge 27 dicembre 2001, n. 459), nel disciplinare il diritto di voto degli italiani residenti all'estero, istitutì un'ulteriore circoscrizione, la circoscrizione Estero, attiva a partire dalle politiche del 2006.
La «legge Rosato» del 2017 introdusse infine alcune variazioni marginali; le circoscrizioni elettorali del 2017 sarebbero divenute operative con le politiche del 2018.

## La riforma del 1993
La legge del 1993, oltre ad introdurre un nuovo sistema elettorale (il 75% dei seggi attribuito tramite collegi uninominali, il restante 25% mediante sistema proporzionale), rideterminò l'assetto delle circoscrizioni elettorali del 1948 (modificato nel 1957), che passarono da 32 a 27.
- In particolare, furono ridenominate, prendendo il nome dalla rispettiva regione, le circoscrizioni:
  - Trento-Bolzano (circoscrizione Trentino-Alto Adige);
  - Genova-Imperia-La Spezia-Savona (circoscrizione Liguria),
  - Ancona-Pesaro-Macerata-Ascoli Piceno (circoscrizione Marche);
  - L'Aquila-Pescara-Chieti-Teramo (circoscrizione Abruzzo);
  - Campobasso-Isernia (circoscrizione Molise);
  - Potenza-Matera (circoscrizione Basilicata);
  - Catanzaro-Cosenza-Reggio Calabria (circoscrizione Calabria);
  - Cagliari-Sassari-Nuoro-Oristano (circoscrizione Sardegna).

- Furono inoltre ridenominate le circoscrizioni:
  - Verona-Padova-Vicenza-Rovigo (circoscrizione Veneto 1);
  - Palermo-Trapani-Agrigento-Caltanissetta (circoscrizione Sicilia 1);
  - Catania-Messina-Siracusa-Ragusa-Enna (circoscrizione Sicilia 2).

- Furono invece accorpate in ambito regionale le circoscrizioni:
  - Bologna-Ferrara-Ravenna-Forlì e Parma-Modena-Piacenza-Reggio nell'Emilia (circoscrizione Emilia-Romagna);
  - Firenze-Pistoia, Pisa-Livorno-Lucca-Massa Carrara e Siena-Arezzo-Grosseto (circoscrizione Toscana);
  - Bari-Foggia e Lecce-Brindisi-Taranto (circoscrizione Puglia).

- Altre circoscrizioni furono ridisegnate all'interno di una medesima regione:
  - per la circoscrizione Torino-Novara-Vercelli, la porzione corrispondente alla provincia di Torino costituì la circoscrizione Piemonte 1, il resto fu accorpato alla circoscrizione Cuneo-Alessandria-Asti formando la circoscrizione Piemonte 2;
  - per la circoscrizione Napoli-Caserta, la porzione corrispondente alla provincia di Napoli costituì la circoscrizione Campania 1, il resto fu accorpato alla circoscrizione Benevento-Avellino-Salerno formando la circoscrizione Campania 2.

- Per la Lombardia, la definizione delle nuove circoscrizioni dovette tener conto delle nuove province istituite nel 1992 e del conseguente trasferimento di alcuni comuni da una provincia all'altra:
  - per la circoscrizione Milano-Pavia, la porzione corrispondente alla provincia di Milano costituì la circoscrizione Lombardia 1, mentre la provincia di Pavia e la nuova provincia di Lodi (scorporata da quella di Milano) costituirono, insieme alle province di Cremona e di Mantova (già ricomprese nella circoscrizione Mantova-Cremona), la circoscrizione Lombardia 3;
  - le circoscrizioni Como-Sondrio-Varese e Brescia-Bergamo dettero vita alla circoscrizione Lombardia 2 (comprendente anche la nuova provincia di Lecco, formata dall'aggregazione di comuni distaccatisi dalle province di Como e di Bergamo).

- Le circoscrizioni che comprendevano province ricadenti in più regioni furono infine ridefinite in ambito regionale: 
  - per la circoscrizione Udine-Belluno-Gorizia-Pordenone, la porzione corrispondente alla provincia di Belluno costituì, insieme alle province di Treviso e di Venezia (già ricomprese nella circoscrizione Venezia-Treviso), la circoscrizione Veneto 2, mentre le province di Gorizia, Pordenone e Udine si unirono alla provincia di Trieste (coincidente con la circoscrizione Trieste) per formare la circoscrizione Friuli-Venezia Giulia;
  - per la circoscrizione Roma-Viterbo-Latina-Frosinone, la porzione corrispondente alla provincia di Roma costituì la circoscrizione Lazio 1, mentre le province di Frosinone, Latina e Viterbo si unirono alla provincia di Rieti (già inclusa nella circoscrizione Perugia-Terni-Rieti) per formare la circoscrizione Lazio 2;
  - di conseguenza, il territorio delle province di Perugia e di Terni (già comprese nella circoscrizione Perugia-Terni-Rieti) costituirono la circoscrizione Umbria.

## Lista
| N. | Mappa | Circoscrizione        | Sede ufficio circoscrizionale | Enti territoriali |
| -- | ----- | --------------------- | ----------------------------- | --- |
| 1  |       | Piemonte 1            | Torino                        | Piemonte - Provincia di Torino |
| 2  |       | Piemonte 2            | Novara                        | Piemonte - Provincia di Alessandria - Provincia di Asti - Provincia di Biella - Provincia di Cuneo - Provincia di Novara - Provincia del Verbano-Cusio-Ossola - Provincia di Vercelli |
| 3  |       | Lombardia 1           | Milano                        | Lombardia - Provincia di Milano - Provincia di Monza e della Brianza |
| 4  |       | Lombardia 2           | Brescia                       | Lombardia - Provincia di Bergamo - Provincia di Brescia - Provincia di Como - Provincia di Lecco - Provincia di Sondrio - Provincia di Varese                                         |
| 5  |       | Lombardia 3           | Mantova                       | Lombardia - Provincia di Cremona - Provincia di Lodi - Provincia di Mantova - Provincia di Pavia                                                                                      |
| 6  |       | Trentino-Alto Adige   | Trento                        | Trentino-Alto Adige |
| 7  |       | Veneto 1              | Verona                        | Veneto - Provincia di Padova - Provincia di Rovigo - Provincia di Verona - Provincia di Vicenza                                                                                       |
| 8  |       | Veneto 2              | Venezia                       | Veneto - Provincia di Belluno - Provincia di Treviso - Provincia di Venezia |
| 9  |       | Friuli-Venezia Giulia | Trieste                       | Friuli-Venezia Giulia |
| 10 |       | Liguria               | Genova                        | Liguria |
| 11 |       | Emilia-Romagna        | Bologna                       | Emilia-Romagna |
| 12 |       | Toscana               | Firenze                       | Toscana |
| 13 |       | Umbria                | Perugia                       | Umbria |
| 14 |       | Marche                | Ancona                        | Marche |
| 15 |       | Lazio 1               | Roma                          | Lazio - Provincia di Roma |
| 16 |       | Lazio 2               | Frosinone                     | Lazio - Provincia di Frosinone - Provincia di Latina - Provincia di Rieti - Provincia di Viterbo                                                                                      |
| 17 |       | Abruzzo               | L'Aquila                      | Abruzzo |
| 18 |       | Molise                | Campobasso                    | Molise |
| 19 |       | Campania 1            | Napoli                        | Campania - Provincia di Napoli |
| 20 |       | Campania 2            | Benevento                     | Campania - Provincia di Avellino - Provincia di Benevento - Provincia di Caserta - Provincia di Salerno                                                                               |
| 21 |       | Puglia                | Bari                          | Puglia |
| 22 |       | Basilicata            | Potenza                       | Basilicata |
| 23 |       | Calabria              | Catanzaro                     | Calabria |
| 24 |       | Sicilia 1             | Palermo                       | Sicilia - Provincia di Agrigento - Provincia di Caltanissetta - Provincia di Palermo - Provincia di Trapani                                                                           |
| 25 |       | Sicilia 2             | Catania                       | Sicilia - Provincia di Catania - Provincia di Enna - Provincia di Messina - Provincia di Ragusa - Provincia di Siracusa                                                               |
| 26 |       | Sardegna              | Cagliari                      | Sardegna |
| -  |       | Valle d'Aosta         | Aosta                         | Valle d'Aosta |